# أولاف فريدريك نيلسون
أولاف فريدريك نيلسون (بالإنجليزية: Olaf Frederick Nelson)‏ هو شخصية أعمال ساموي، ولد في 24 فبراير 1883، وتوفي في 28 فبراير 1944 في أبيا في ساموا.

## وصلات خارجية
- أولاف فريدريك نيلسون على موقع الموسوعة البريطانية (الإنجليزية)